# Hugues III (roi de Chypre)
Pour les articles homonymes, voir Hugues III.
Hugues III de Lusignan, né en 1235 et mort en 1284, est un roi de Chypre (de 1267 à sa mort) et de Jérusalem (de 1268 à sa mort, même si son pouvoir sur ce royaume a toujours été faible et contesté). Il est fils d'Henri de Poitiers-Antioche et d'Isabelle de Lusignan.

## Biographie

### Famille
Rien ne le destinait à la royauté à sa naissance. Son père est un cadet de la maison de Poitiers-Antioche et n'est pas destiné à hériter d'Antioche. Sa mère est issue de la maison de Lusignan-Chypre, mais le roi de Chypre est Henri Ier de Lusignan, oncle d'Hugues, et encore assez jeune pour espérer un fils, Hugues II, qui naît en 1252. Mais cet oncle meurt pas plus d'un an après qu'il est devenu père. La régence est assurée par la veuve, Plaisance d'Antioche, qui meurt en 1261, puis Hugues de Poitiers, tandis qu’Isabelle de Lusignan, la mère d'Hugues assure la régence de Jérusalem jusqu’à sa mort en 1264. Si le titre de régent de Chypre implique d'assumer le gouvernement du royaume insulaire, celui de régent de Jérusalem est plus honorifique.
| \| Onfroy IV de Toron \| Onfroy IV de Toron \| Onfroy IV de Toron \| Onfroy IV de Toron \| Onfroy IV de Toron \| Onfroy IV de Toron \| \| \| \| \| \| \| \| \| \| \| \| \| \| \| \| \| \| \| Isabelle († 1205) r. Jérusalem \| Isabelle († 1205) r. Jérusalem \| Isabelle († 1205) r. Jérusalem \| Isabelle († 1205) r. Jérusalem \| Isabelle († 1205) r. Jérusalem \| Isabelle († 1205) r. Jérusalem \| \| \| \| \| \| \| \| \| \| \| \| \| \| \| \| \| \| \| \| \| \| \| \| \| \| \| Aimery II de Lusignan († 1205) r. Chypre \| Aimery II de Lusignan († 1205) r. Chypre \| Aimery II de Lusignan († 1205) r. Chypre \| Aimery II de Lusignan († 1205) r. Chypre \| Aimery II de Lusignan († 1205) r. Chypre \| Aimery II de Lusignan († 1205) r. Chypre \| \| \| \| \| \| \| \| \| \| \| \| \| \| \| \| \| \| \| \| \| \| \| \| \| \| \| \| \| \| \| \| \| \| \| \| \| \| \| \| Onfroy IV de Toron \| Onfroy IV de Toron \| Onfroy IV de Toron \| Onfroy IV de Toron \| Onfroy IV de Toron \| Onfroy IV de Toron \| \| \| \| \| \| \| \| \| \| \| \| \| \| \| \| \| \| \| Isabelle († 1205) r. Jérusalem \| Isabelle († 1205) r. Jérusalem \| Isabelle († 1205) r. Jérusalem \| Isabelle († 1205) r. Jérusalem \| Isabelle († 1205) r. Jérusalem \| Isabelle († 1205) r. Jérusalem \| \| \| \| \| \| \| \| \| \| \| \| \| \| \| \| \| \| \| \| \| \| \| \| \| \| \| Aimery II de Lusignan († 1205) r. Chypre \| Aimery II de Lusignan († 1205) r. Chypre \| Aimery II de Lusignan († 1205) r. Chypre \| Aimery II de Lusignan († 1205) r. Chypre \| Aimery II de Lusignan († 1205) r. Chypre \| Aimery II de Lusignan († 1205) r. Chypre \| \| \| \| \| \| \| \| \| \| \| \| \| \| \| \| \| \| \| \| \| \| \| \| \| \| \| \| \| \| \| \| \| \| \| \| \| \| \| \| \| \| \| \| \| \| \| \| Conrad de Montferrat († 1192) \| Conrad de Montferrat († 1192) \| Conrad de Montferrat († 1192) \| Conrad de Montferrat († 1192) \| Conrad de Montferrat († 1192) \| Conrad de Montferrat († 1192) \| \| \| \| \| \| \| \| \| \| \| \| \| \| \| \| \| \| \| \| \| \| \| \| \| Henri II de Champagne († 1197) \| Henri II de Champagne († 1197) \| Henri II de Champagne († 1197) \| Henri II de Champagne († 1197) \| Henri II de Champagne († 1197) \| Henri II de Champagne († 1197) \| \| \| \| \| \| \| \| \| \| \| \| \| \| \| \| \| \| \| \| \| \| \| \| \| \| \| \| \| \| \| \| \| \| \| \| \| \| \| \| \| \| \| \| \| \| \| \| \| \| \| \| \| \| \| \| \| \| \| \| \| \| \| \| \| \| Conrad de Montferrat († 1192) \| Conrad de Montferrat († 1192) \| Conrad de Montferrat († 1192) \| Conrad de Montferrat († 1192) \| Conrad de Montferrat († 1192) \| Conrad de Montferrat († 1192) \| \| \| \| \| \| \| \| \| \| \| \| \| \| \| \| \| \| \| \| \| \| \| \| \| Henri II de Champagne († 1197) \| Henri II de Champagne († 1197) \| Henri II de Champagne († 1197) \| Henri II de Champagne († 1197) \| Henri II de Champagne († 1197) \| Henri II de Champagne († 1197) \| \| \| \| \| \| \| \| \| \| \| \| \| \| \| \| \| \| \| \| \| \| \| \| \| \| \| \| \| \| \| \| \| \| \| \| \| \| \| \| \| \| \| \| \| \| \| \| \| \| \| \| \| \| \| \| \| \| \| \| \| \| \| \| \| \| \| \| \| \| \| \| \| \| \| \| \| \| \| \| \| \| \| \| \| \| \| \| \| \| \| \| \| \| \| \| \| \| \| \| \| \| \| \| \| \| \| \| \| \| \| \| \| \| \| \| \| \| \| \| \| \| \| \| \| \| \| \| \| \| \| \| \| \| \| \| \| \| \| \| \| \| \| \| \| \| \| \| \| \| \| \| \| \| \| \| \| \| \| \| \| \| \| \| \| \| \| \| \| \| \| \| \| \| \| \| \| \| \| \| \| \| \| \| \| \| \| \| \| \| \| \| \| \| \| \| \| \| \| \| \| \| \| \| \| \| \| \| \| \| \| \| \| \| \| \| \| \| \| \| \| \| \| \| \| \| \| \| \| \| \| \| \| \| \| \| \| \| \| \| \| \| \| \| \| \| \| \| \| \| \| \| \| \| \| \| \| \| \| \| \| \| \| \| Jean de Brienne († 1237) \| Jean de Brienne († 1237) \| Jean de Brienne († 1237) \| Jean de Brienne († 1237) \| Jean de Brienne († 1237) \| Jean de Brienne († 1237) \| \| \| Marie († 1212) r. Jérusalem \| Marie († 1212) r. Jérusalem \| Marie († 1212) r. Jérusalem \| Marie († 1212) r. Jérusalem \| Marie († 1212) r. Jérusalem \| Marie († 1212) r. Jérusalem \| \| \| Hugues Ier († 1218) r. Chypre \| Hugues Ier († 1218) r. Chypre \| Hugues Ier († 1218) r. Chypre \| Hugues Ier († 1218) r. Chypre \| Hugues Ier († 1218) r. Chypre \| Hugues Ier († 1218) r. Chypre \| \| \| Alix de Champagne (1195 † 1246) \| Alix de Champagne (1195 † 1246) \| Alix de Champagne (1195 † 1246) \| Alix de Champagne (1195 † 1246) \| Alix de Champagne (1195 † 1246) \| Alix de Champagne (1195 † 1246) \| \| \| \| \| \| \| Philippa de Champagne (1196 † 1250) x Érard de Brienne \| Philippa de Champagne (1196 † 1250) x Érard de Brienne \| Philippa de Champagne (1196 † 1250) x Érard de Brienne \| Philippa de Champagne (1196 † 1250) x Érard de Brienne \| Philippa de Champagne (1196 † 1250) x Érard de Brienne \| Philippa de Champagne (1196 † 1250) x Érard de Brienne \| \| \| Sibylle x Léon II r. Arménie \| Sibylle x Léon II r. Arménie \| Sibylle x Léon II r. Arménie \| Sibylle x Léon II r. Arménie \| Sibylle x Léon II r. Arménie \| Sibylle x Léon II r. Arménie \| \| \| Mélisende x Bohémond IV pr. Antioche \| Mélisende x Bohémond IV pr. Antioche \| Mélisende x Bohémond IV pr. Antioche \| Mélisende x Bohémond IV pr. Antioche \| Mélisende x Bohémond IV pr. Antioche \| Mélisende x Bohémond IV pr. Antioche \| \| \| \| \| \| \| \| \| \| \| \| \| \| \| \| \| \| \| \| \| \| \| \| \| \| \| \| \| \| \| \| \| \| \| \| \| \| \| \| \| \| \| \| Jean de Brienne († 1237) \| Jean de Brienne († 1237) \| Jean de Brienne († 1237) \| Jean de Brienne († 1237) \| Jean de Brienne († 1237) \| Jean de Brienne († 1237) \| \| \| Marie († 1212) r. Jérusalem \| Marie († 1212) r. Jérusalem \| Marie († 1212) r. Jérusalem \| Marie († 1212) r. Jérusalem \| Marie († 1212) r. Jérusalem \| Marie († 1212) r. Jérusalem \| \| \| Hugues Ier († 1218) r. Chypre \| Hugues Ier († 1218) r. Chypre \| Hugues Ier († 1218) r. Chypre \| Hugues Ier († 1218) r. Chypre \| Hugues Ier († 1218) r. Chypre \| Hugues Ier († 1218) r. Chypre \| \| \| Alix de Champagne (1195 † 1246) \| Alix de Champagne (1195 † 1246) \| Alix de Champagne (1195 † 1246) \| Alix de Champagne (1195 † 1246) \| Alix de Champagne (1195 † 1246) \| Alix de Champagne (1195 † 1246) \| \| \| \| \| \| \| Philippa de Champagne (1196 † 1250) x Érard de Brienne \| Philippa de Champagne (1196 † 1250) x Érard de Brienne \| Philippa de Champagne (1196 † 1250) x Érard de Brienne \| Philippa de Champagne (1196 † 1250) x Érard de Brienne \| Philippa de Champagne (1196 † 1250) x Érard de Brienne \| Philippa de Champagne (1196 † 1250) x Érard de Brienne \| \| \| Sibylle x Léon II r. Arménie \| Sibylle x Léon II r. Arménie \| Sibylle x Léon II r. Arménie \| Sibylle x Léon II r. Arménie \| Sibylle x Léon II r. Arménie \| Sibylle x Léon II r. Arménie \| \| \| Mélisende x Bohémond IV pr. Antioche \| Mélisende x Bohémond IV pr. Antioche \| Mélisende x Bohémond IV pr. Antioche \| Mélisende x Bohémond IV pr. Antioche \| Mélisende x Bohémond IV pr. Antioche \| Mélisende x Bohémond IV pr. Antioche \| \| \| \| \| \| \| \| \| \| \| \| \| \| \| \| \| \| \| \| \| \| \| \| \| \| \| \| \| \| \| \| \| \| \| \| \| \| \| \| \| \| \| \| \| \| \| \| \| \| \| \| \| \| \| \| \| \| \| \| \| \| \| \| \| \| \| \| \| \| \| \| \| \| \| \| \| \| \| \| \| \| \| \| \| \| \| \| \| \| \| \| \| \| \| \| \| \| \| \| \| \| \| \| \| \| \| \| \| \| \| \| \| \| \| \| \| \| \| \| \| \| \| \| \| \| \| \| \| \| \| \| \| \| \| \| \| \| \| \| \| \| \| \| \| \| \| \| \| \| \| \| \| \| \| \| \| \| \| \| \| \| \| \| \| \| \| \| \| \| \| \| \| \| \| \| \| \| \| \| \| \| \| \| \| \| \| \| \| \| \| \| \| \| \| \| \| \| \| \| \| \| \| \| \| \| \| \| \| \| \| \| \| \| \| \| \| \| \| \| \| \| \| \| \| \| \| \| \| \| \| \| \| \| \| \| \| \| \| \| \| \| Frédéric II († 1250) empereur \| Frédéric II († 1250) empereur \| Frédéric II († 1250) empereur \| Frédéric II († 1250) empereur \| Frédéric II († 1250) empereur \| Frédéric II († 1250) empereur \| \| \| Isabelle II († 1228) r. Jérusalem \| Isabelle II († 1228) r. Jérusalem \| Isabelle II († 1228) r. Jérusalem \| Isabelle II († 1228) r. Jérusalem \| Isabelle II († 1228) r. Jérusalem \| Isabelle II († 1228) r. Jérusalem \| \| \| Marie († 1252) x Gautier IV de Brienne \| Marie († 1252) x Gautier IV de Brienne \| Marie († 1252) x Gautier IV de Brienne \| Marie († 1252) x Gautier IV de Brienne \| Marie († 1252) x Gautier IV de Brienne \| Marie († 1252) x Gautier IV de Brienne \| \| \| Isabelle († 1264) x Henri d'Antioche \| Isabelle († 1264) x Henri d'Antioche \| Isabelle († 1264) x Henri d'Antioche \| Isabelle († 1264) x Henri d'Antioche \| Isabelle († 1264) x Henri d'Antioche \| Isabelle († 1264) x Henri d'Antioche \| \| \| Henri Ier († 1253) r. Chypre \| Henri Ier († 1253) r. Chypre \| Henri Ier († 1253) r. Chypre \| Henri Ier († 1253) r. Chypre \| Henri Ier († 1253) r. Chypre \| Henri Ier († 1253) r. Chypre \| \| \| Henri de Brienne († 1250) \| Henri de Brienne († 1250) \| Henri de Brienne († 1250) \| Henri de Brienne († 1250) \| Henri de Brienne († 1250) \| Henri de Brienne († 1250) \| \| \| Isabelle († 1252) r. Arménie \| Isabelle († 1252) r. Arménie \| Isabelle († 1252) r. Arménie \| Isabelle († 1252) r. Arménie \| Isabelle († 1252) r. Arménie \| Isabelle († 1252) r. Arménie \| \| \| Marie d'Antioche \| Marie d'Antioche \| Marie d'Antioche \| Marie d'Antioche \| Marie d'Antioche \| Marie d'Antioche \| \| \| \| \| \| \| \| \| \| \| \| \| \| \| \| \| \| \| \| \| \| \| \| \| \| \| \| \| \| \| \| \| \| \| \| \| \| \| \| Frédéric II († 1250) empereur \| Frédéric II († 1250) empereur \| Frédéric II († 1250) empereur \| Frédéric II († 1250) empereur \| Frédéric II († 1250) empereur \| Frédéric II († 1250) empereur \| \| \| Isabelle II († 1228) r. Jérusalem \| Isabelle II († 1228) r. Jérusalem \| Isabelle II († 1228) r. Jérusalem \| Isabelle II († 1228) r. Jérusalem \| Isabelle II († 1228) r. Jérusalem \| Isabelle II († 1228) r. Jérusalem \| \| \| Marie († 1252) x Gautier IV de Brienne \| Marie († 1252) x Gautier IV de Brienne \| Marie († 1252) x Gautier IV de Brienne \| Marie († 1252) x Gautier IV de Brienne \| Marie († 1252) x Gautier IV de Brienne \| Marie († 1252) x Gautier IV de Brienne \| \| \| Isabelle († 1264) x Henri d'Antioche \| Isabelle († 1264) x Henri d'Antioche \| Isabelle († 1264) x Henri d'Antioche \| Isabelle († 1264) x Henri d'Antioche \| Isabelle († 1264) x Henri d'Antioche \| Isabelle († 1264) x Henri d'Antioche \| \| \| Henri Ier († 1253) r. Chypre \| Henri Ier († 1253) r. Chypre \| Henri Ier († 1253) r. Chypre \| Henri Ier († 1253) r. Chypre \| Henri Ier († 1253) r. Chypre \| Henri Ier († 1253) r. Chypre \| \| \| Henri de Brienne († 1250) \| Henri de Brienne († 1250) \| Henri de Brienne († 1250) \| Henri de Brienne († 1250) \| Henri de Brienne († 1250) \| Henri de Brienne († 1250) \| \| \| Isabelle († 1252) r. Arménie \| Isabelle († 1252) r. Arménie \| Isabelle († 1252) r. Arménie \| Isabelle († 1252) r. Arménie \| Isabelle († 1252) r. Arménie \| Isabelle († 1252) r. Arménie \| \| \| Marie d'Antioche \| Marie d'Antioche \| Marie d'Antioche \| Marie d'Antioche \| Marie d'Antioche \| Marie d'Antioche \| \| \| \| \| \| \| \| \| \| \| \| \| \| \| \| \| \| \| \| \| \| \| \| \| \| \| \| \| \| \| \| \| \| \| \| \| \| \| \| \| \| \| \| \| \| \| \| \| \| \| \| \| \| \| \| \| \| \| \| \| \| \| \| \| \| \| \| \| \| \| \| \| \| \| \| \| \| \| \| \| \| \| \| \| \| \| \| \| \| \| \| \| \| \| \| \| \| \| \| \| \| \| \| \| \| \| \| \| \| \| \| \| \| \| \| \| \| \| \| \| \| \| \| \| \| \| \| \| \| \| \| \| \| \| \| \| \| \| \| \| \| \| \| \| Conrad IV († 1254) r. Romains \| Conrad IV († 1254) r. Romains \| Conrad IV († 1254) r. Romains \| Conrad IV († 1254) r. Romains \| Conrad IV († 1254) r. Romains \| Conrad IV († 1254) r. Romains \| \| \| \| \| \| \| Hugues de Brienne († 1294) \| Hugues de Brienne († 1294) \| Hugues de Brienne († 1294) \| Hugues de Brienne († 1294) \| Hugues de Brienne († 1294) \| Hugues de Brienne († 1294) \| \| \| Hugues III († 1284) r. Chypre \| Hugues III († 1284) r. Chypre \| Hugues III († 1284) r. Chypre \| Hugues III († 1284) r. Chypre \| Hugues III († 1284) r. Chypre \| Hugues III († 1284) r. Chypre \| \| \| Hugues II († 1267) r. Chypre \| Hugues II († 1267) r. Chypre \| Hugues II († 1267) r. Chypre \| Hugues II († 1267) r. Chypre \| Hugues II († 1267) r. Chypre \| Hugues II († 1267) r. Chypre \| \| \| descendance \| descendance \| descendance \| descendance \| descendance \| descendance \| \| \| rois d'Arménie \| rois d'Arménie \| rois d'Arménie \| rois d'Arménie \| rois d'Arménie \| rois d'Arménie \| \| \| \| \| \| \| \| \| \| \| \| \| \| \| \| \| \| \| \| \| \| \| \| \| \| \| \| \| \| \| \| \| \| \| \| \| \| \| \| \| \| \| \| \| \| \| \| \| \| \| \| Conrad IV († 1254) r. Romains \| Conrad IV († 1254) r. Romains \| Conrad IV († 1254) r. Romains \| Conrad IV († 1254) r. Romains \| Conrad IV († 1254) r. Romains \| Conrad IV († 1254) r. Romains \| \| \| \| \| \| \| Hugues de Brienne († 1294) \| Hugues de Brienne († 1294) \| Hugues de Brienne († 1294) \| Hugues de Brienne († 1294) \| Hugues de Brienne († 1294) \| Hugues de Brienne († 1294) \| \| \| Hugues III († 1284) r. Chypre \| Hugues III († 1284) r. Chypre \| Hugues III († 1284) r. Chypre \| Hugues III († 1284) r. Chypre \| Hugues III († 1284) r. Chypre \| Hugues III († 1284) r. Chypre \| \| \| Hugues II († 1267) r. Chypre \| Hugues II († 1267) r. Chypre \| Hugues II († 1267) r. Chypre \| Hugues II († 1267) r. Chypre \| Hugues II († 1267) r. Chypre \| Hugues II († 1267) r. Chypre \| \| \| descendance \| descendance \| descendance \| descendance \| descendance \| descendance \| \| \| rois d'Arménie \| rois d'Arménie \| rois d'Arménie \| rois d'Arménie \| rois d'Arménie \| rois d'Arménie \| \| \| \| \| \| \| \| \| \| \| \| \| \| \| \| \| \| \| \| \| \| \| \| \| \| \| \| \| \| \| \| \| \| \| \| \| \| \| \| \| \| \| \| \| \| \| \| \| \| \| \| Conradin († 1264) r. Sicile \| Conradin († 1264) r. Sicile \| Conradin († 1264) r. Sicile \| Conradin († 1264) r. Sicile \| Conradin († 1264) r. Sicile \| Conradin († 1264) r. Sicile \| \| \| \| \| \| \| descendance \| descendance \| descendance \| descendance \| descendance \| descendance \| \| \| rois de Chypre \| rois de Chypre \| rois de Chypre \| rois de Chypre \| rois de Chypre \| rois de Chypre \| \| \| \| \| \| \| \| \| \| \| \| \| \| \| \| \| \| \| \| \| \| \| \| \| \| \| \| \| \| \| \| \| \| \| \| \| \| \| \| \| \| \| \| \| \| \| \| \| \| \| \| \| \| \| \| \| \| \| \| \| \| \| \| \| \| \| \| \| \| \| Descendance de la reine Isabelle de Jérusalem et situation d'Hugues de Brienne compétiteur à la régence de Jérusalem et de Marie d'Antioche, prétendante au trône. |                               |                               |                               |                               |                               |                               |                               |                                   |                                   |                                   |                                   |                                   |                                   |                             |                             |                                        |                                        |                                        |                                        |                                        |                                        |                               |                               |                                      |                                      |                                      |                                      |                                      |                                      |                                 |                                 |                                 |                                 |                              |                              |                              |                              |                                |                                |                                                        |                                                        |                                                        |                                                        |                                                        |                                                        |  |  |                              |                              |                              |                              |                              |                              |  |  |                                          |                                          |                                          |                                          |                                          |                                          |  |  |  |  |  |  |  |  |  |  |  |  |  |  |  |  |  |  |  |  |  |  |  |  |  |  |  |  |  |  |  |  |  |  |  |  |  |  |
| Onfroy IV de Toron | Onfroy IV de Toron            | Onfroy IV de Toron            | Onfroy IV de Toron            | Onfroy IV de Toron            | Onfroy IV de Toron            |                               |                               |                                   |                                   |                                   |                                   |                                   |                                   |                             |                             |                                        |                                        |                                        |                                        |                                        |                                        |                               |                               | Isabelle († 1205) r. Jérusalem       | Isabelle († 1205) r. Jérusalem       | Isabelle († 1205) r. Jérusalem       | Isabelle († 1205) r. Jérusalem       | Isabelle († 1205) r. Jérusalem       | Isabelle († 1205) r. Jérusalem       |                                 |                                 |                                 |                                 |                              |                              |                              |                              |                                |                                |                                                        |                                                        |                                                        |                                                        |                                                        |                                                        |  |  |                              |                              |                              |                              |                              |                              |  |  | Aimery II de Lusignan († 1205) r. Chypre | Aimery II de Lusignan († 1205) r. Chypre | Aimery II de Lusignan († 1205) r. Chypre | Aimery II de Lusignan († 1205) r. Chypre | Aimery II de Lusignan († 1205) r. Chypre | Aimery II de Lusignan († 1205) r. Chypre |  |  |  |  |  |  |  |  |  |  |  |  |  |  |  |  |  |  |  |  |  |  |  |  |  |  |  |  |  |  |  |  |  |  |  |  |  |  |
| Onfroy IV de Toron | Onfroy IV de Toron            | Onfroy IV de Toron            | Onfroy IV de Toron            | Onfroy IV de Toron            | Onfroy IV de Toron            |                               |                               |                                   |                                   |                                   |                                   |                                   |                                   |                             |                             |                                        |                                        |                                        |                                        |                                        |                                        |                               |                               | Isabelle († 1205) r. Jérusalem       | Isabelle († 1205) r. Jérusalem       | Isabelle († 1205) r. Jérusalem       | Isabelle († 1205) r. Jérusalem       | Isabelle († 1205) r. Jérusalem       | Isabelle († 1205) r. Jérusalem       |                                 |                                 |                                 |                                 |                              |                              |                              |                              |                                |                                |                                                        |                                                        |                                                        |                                                        |                                                        |                                                        |  |  |                              |                              |                              |                              |                              |                              |  |  | Aimery II de Lusignan († 1205) r. Chypre | Aimery II de Lusignan († 1205) r. Chypre | Aimery II de Lusignan († 1205) r. Chypre | Aimery II de Lusignan († 1205) r. Chypre | Aimery II de Lusignan († 1205) r. Chypre | Aimery II de Lusignan († 1205) r. Chypre |  |  |  |  |  |  |  |  |  |  |  |  |  |  |  |  |  |  |  |  |  |  |  |  |  |  |  |  |  |  |  |  |  |  |  |  |  |  |
| |                               |                               |                               |                               |                               |                               |                               | Conrad de Montferrat († 1192)     | Conrad de Montferrat († 1192)     | Conrad de Montferrat († 1192)     | Conrad de Montferrat († 1192)     | Conrad de Montferrat († 1192)     | Conrad de Montferrat († 1192)     |                             |                             |                                        |                                        |                                        |                                        |                                        |                                        |                               |                               |                                      |                                      |                                      |                                      |                                      |                                      |                                 |                                 |                                 |                                 |                              |                              |                              |                              | Henri II de Champagne († 1197) | Henri II de Champagne († 1197) | Henri II de Champagne († 1197)                         | Henri II de Champagne († 1197)                         | Henri II de Champagne († 1197)                         | Henri II de Champagne († 1197)                         |                                                        |                                                        |  |  |                              |                              |                              |                              |                              |                              |  |  |                                          |                                          |                                          |                                          |                                          |                                          |  |  |  |  |  |  |  |  |  |  |  |  |  |  |  |  |  |  |  |  |  |  |  |  |  |  |  |  |  |  |  |  |  |  |  |  |  |  |
| |                               |                               |                               |                               |                               |                               |                               | Conrad de Montferrat († 1192)     | Conrad de Montferrat († 1192)     | Conrad de Montferrat († 1192)     | Conrad de Montferrat († 1192)     | Conrad de Montferrat († 1192)     | Conrad de Montferrat († 1192)     |                             |                             |                                        |                                        |                                        |                                        |                                        |                                        |                               |                               |                                      |                                      |                                      |                                      |                                      |                                      |                                 |                                 |                                 |                                 |                              |                              |                              |                              | Henri II de Champagne († 1197) | Henri II de Champagne († 1197) | Henri II de Champagne († 1197)                         | Henri II de Champagne († 1197)                         | Henri II de Champagne († 1197)                         | Henri II de Champagne († 1197)                         |                                                        |                                                        |  |  |                              |                              |                              |                              |                              |                              |  |  |                                          |                                          |                                          |                                          |                                          |                                          |  |  |  |  |  |  |  |  |  |  |  |  |  |  |  |  |  |  |  |  |  |  |  |  |  |  |  |  |  |  |  |  |  |  |  |  |  |  |
| |                               |                               |                               |                               |                               |                               |                               |                                   |                                   |                                   |                                   |                                   |                                   |                             |                             |                                        |                                        |                                        |                                        |                                        |                                        |                               |                               |                                      |                                      |                                      |                                      |                                      |                                      |                                 |                                 |                                 |                                 |                              |                              |                              |                              |                                |                                |                                                        |                                                        |                                                        |                                                        |                                                        |                                                        |  |  |                              |                              |                              |                              |                              |                              |  |  |                                          |                                          |                                          |                                          |                                          |                                          |  |  |  |  |  |  |  |  |  |  |  |  |  |  |  |  |  |  |  |  |  |  |  |  |  |  |  |  |  |  |  |  |  |  |  |  |  |  |
| |                               |                               |                               |                               |                               |                               |                               |                                   |                                   |                                   |                                   |                                   |                                   |                             |                             |                                        |                                        |                                        |                                        |                                        |                                        |                               |                               |                                      |                                      |                                      |                                      |                                      |                                      |                                 |                                 |                                 |                                 |                              |                              |                              |                              |                                |                                |                                                        |                                                        |                                                        |                                                        |                                                        |                                                        |  |  |                              |                              |                              |                              |                              |                              |  |  |                                          |                                          |                                          |                                          |                                          |                                          |  |  |  |  |  |  |  |  |  |  |  |  |  |  |  |  |  |  |  |  |  |  |  |  |  |  |  |  |  |  |  |  |  |  |  |  |  |  |
| |                               |                               |                               | Jean de Brienne († 1237)      | Jean de Brienne († 1237)      | Jean de Brienne († 1237)      | Jean de Brienne († 1237)      | Jean de Brienne († 1237)          | Jean de Brienne († 1237)          |                                   |                                   | Marie († 1212) r. Jérusalem       | Marie († 1212) r. Jérusalem       | Marie († 1212) r. Jérusalem | Marie († 1212) r. Jérusalem | Marie († 1212) r. Jérusalem            | Marie († 1212) r. Jérusalem            |                                        |                                        | Hugues Ier († 1218) r. Chypre          | Hugues Ier († 1218) r. Chypre          | Hugues Ier († 1218) r. Chypre | Hugues Ier († 1218) r. Chypre | Hugues Ier († 1218) r. Chypre        | Hugues Ier († 1218) r. Chypre        |                                      |                                      | Alix de Champagne (1195 † 1246)      | Alix de Champagne (1195 † 1246)      | Alix de Champagne (1195 † 1246) | Alix de Champagne (1195 † 1246) | Alix de Champagne (1195 † 1246) | Alix de Champagne (1195 † 1246) |                              |                              |                              |                              |                                |                                | Philippa de Champagne (1196 † 1250) x Érard de Brienne | Philippa de Champagne (1196 † 1250) x Érard de Brienne | Philippa de Champagne (1196 † 1250) x Érard de Brienne | Philippa de Champagne (1196 † 1250) x Érard de Brienne | Philippa de Champagne (1196 † 1250) x Érard de Brienne | Philippa de Champagne (1196 † 1250) x Érard de Brienne |  |  | Sibylle x Léon II r. Arménie | Sibylle x Léon II r. Arménie | Sibylle x Léon II r. Arménie | Sibylle x Léon II r. Arménie | Sibylle x Léon II r. Arménie | Sibylle x Léon II r. Arménie |  |  | Mélisende x Bohémond IV pr. Antioche     | Mélisende x Bohémond IV pr. Antioche     | Mélisende x Bohémond IV pr. Antioche     | Mélisende x Bohémond IV pr. Antioche     | Mélisende x Bohémond IV pr. Antioche     | Mélisende x Bohémond IV pr. Antioche     |  |  |  |  |  |  |  |  |  |  |  |  |  |  |  |  |  |  |  |  |  |  |  |  |  |  |  |  |  |  |  |  |  |  |  |  |  |  |
| |                               |                               |                               | Jean de Brienne († 1237)      | Jean de Brienne († 1237)      | Jean de Brienne († 1237)      | Jean de Brienne († 1237)      | Jean de Brienne († 1237)          | Jean de Brienne († 1237)          |                                   |                                   | Marie († 1212) r. Jérusalem       | Marie († 1212) r. Jérusalem       | Marie († 1212) r. Jérusalem | Marie († 1212) r. Jérusalem | Marie († 1212) r. Jérusalem            | Marie († 1212) r. Jérusalem            |                                        |                                        | Hugues Ier († 1218) r. Chypre          | Hugues Ier († 1218) r. Chypre          | Hugues Ier († 1218) r. Chypre | Hugues Ier († 1218) r. Chypre | Hugues Ier († 1218) r. Chypre        | Hugues Ier († 1218) r. Chypre        |                                      |                                      | Alix de Champagne (1195 † 1246)      | Alix de Champagne (1195 † 1246)      | Alix de Champagne (1195 † 1246) | Alix de Champagne (1195 † 1246) | Alix de Champagne (1195 † 1246) | Alix de Champagne (1195 † 1246) |                              |                              |                              |                              |                                |                                | Philippa de Champagne (1196 † 1250) x Érard de Brienne | Philippa de Champagne (1196 † 1250) x Érard de Brienne | Philippa de Champagne (1196 † 1250) x Érard de Brienne | Philippa de Champagne (1196 † 1250) x Érard de Brienne | Philippa de Champagne (1196 † 1250) x Érard de Brienne | Philippa de Champagne (1196 † 1250) x Érard de Brienne |  |  | Sibylle x Léon II r. Arménie | Sibylle x Léon II r. Arménie | Sibylle x Léon II r. Arménie | Sibylle x Léon II r. Arménie | Sibylle x Léon II r. Arménie | Sibylle x Léon II r. Arménie |  |  | Mélisende x Bohémond IV pr. Antioche     | Mélisende x Bohémond IV pr. Antioche     | Mélisende x Bohémond IV pr. Antioche     | Mélisende x Bohémond IV pr. Antioche     | Mélisende x Bohémond IV pr. Antioche     | Mélisende x Bohémond IV pr. Antioche     |  |  |  |  |  |  |  |  |  |  |  |  |  |  |  |  |  |  |  |  |  |  |  |  |  |  |  |  |  |  |  |  |  |  |  |  |  |  |
| |                               |                               |                               |                               |                               |                               |                               |                                   |                                   |                                   |                                   |                                   |                                   |                             |                             |                                        |                                        |                                        |                                        |                                        |                                        |                               |                               |                                      |                                      |                                      |                                      |                                      |                                      |                                 |                                 |                                 |                                 |                              |                              |                              |                              |                                |                                |                                                        |                                                        |                                                        |                                                        |                                                        |                                                        |  |  |                              |                              |                              |                              |                              |                              |  |  |                                          |                                          |                                          |                                          |                                          |                                          |  |  |  |  |  |  |  |  |  |  |  |  |  |  |  |  |  |  |  |  |  |  |  |  |  |  |  |  |  |  |  |  |  |  |  |  |  |  |
| |                               |                               |                               |                               |                               |                               |                               |                                   |                                   |                                   |                                   |                                   |                                   |                             |                             |                                        |                                        |                                        |                                        |                                        |                                        |                               |                               |                                      |                                      |                                      |                                      |                                      |                                      |                                 |                                 |                                 |                                 |                              |                              |                              |                              |                                |                                |                                                        |                                                        |                                                        |                                                        |                                                        |                                                        |  |  |                              |                              |                              |                              |                              |                              |  |  |                                          |                                          |                                          |                                          |                                          |                                          |  |  |  |  |  |  |  |  |  |  |  |  |  |  |  |  |  |  |  |  |  |  |  |  |  |  |  |  |  |  |  |  |  |  |  |  |  |  |
| Frédéric II († 1250) empereur | Frédéric II († 1250) empereur | Frédéric II († 1250) empereur | Frédéric II († 1250) empereur | Frédéric II († 1250) empereur | Frédéric II († 1250) empereur |                               |                               | Isabelle II († 1228) r. Jérusalem | Isabelle II († 1228) r. Jérusalem | Isabelle II († 1228) r. Jérusalem | Isabelle II († 1228) r. Jérusalem | Isabelle II († 1228) r. Jérusalem | Isabelle II († 1228) r. Jérusalem |                             |                             | Marie († 1252) x Gautier IV de Brienne | Marie († 1252) x Gautier IV de Brienne | Marie († 1252) x Gautier IV de Brienne | Marie († 1252) x Gautier IV de Brienne | Marie († 1252) x Gautier IV de Brienne | Marie († 1252) x Gautier IV de Brienne |                               |                               | Isabelle († 1264) x Henri d'Antioche | Isabelle († 1264) x Henri d'Antioche | Isabelle († 1264) x Henri d'Antioche | Isabelle († 1264) x Henri d'Antioche | Isabelle († 1264) x Henri d'Antioche | Isabelle († 1264) x Henri d'Antioche |                                 |                                 | Henri Ier († 1253) r. Chypre    | Henri Ier († 1253) r. Chypre    | Henri Ier († 1253) r. Chypre | Henri Ier († 1253) r. Chypre | Henri Ier († 1253) r. Chypre | Henri Ier († 1253) r. Chypre |                                |                                | Henri de Brienne († 1250)                              | Henri de Brienne († 1250)                              | Henri de Brienne († 1250)                              | Henri de Brienne († 1250)                              | Henri de Brienne († 1250)                              | Henri de Brienne († 1250)                              |  |  | Isabelle († 1252) r. Arménie | Isabelle († 1252) r. Arménie | Isabelle († 1252) r. Arménie | Isabelle († 1252) r. Arménie | Isabelle († 1252) r. Arménie | Isabelle († 1252) r. Arménie |  |  | Marie d'Antioche                         | Marie d'Antioche                         | Marie d'Antioche                         | Marie d'Antioche                         | Marie d'Antioche                         | Marie d'Antioche                         |  |  |  |  |  |  |  |  |  |  |  |  |  |  |  |  |  |  |  |  |  |  |  |  |  |  |  |  |  |  |  |  |  |  |  |  |  |  |
| Frédéric II († 1250) empereur | Frédéric II († 1250) empereur | Frédéric II († 1250) empereur | Frédéric II († 1250) empereur | Frédéric II († 1250) empereur | Frédéric II († 1250) empereur |                               |                               | Isabelle II († 1228) r. Jérusalem | Isabelle II († 1228) r. Jérusalem | Isabelle II († 1228) r. Jérusalem | Isabelle II († 1228) r. Jérusalem | Isabelle II († 1228) r. Jérusalem | Isabelle II († 1228) r. Jérusalem |                             |                             | Marie († 1252) x Gautier IV de Brienne | Marie († 1252) x Gautier IV de Brienne | Marie († 1252) x Gautier IV de Brienne | Marie († 1252) x Gautier IV de Brienne | Marie († 1252) x Gautier IV de Brienne | Marie († 1252) x Gautier IV de Brienne |                               |                               | Isabelle († 1264) x Henri d'Antioche | Isabelle († 1264) x Henri d'Antioche | Isabelle († 1264) x Henri d'Antioche | Isabelle († 1264) x Henri d'Antioche | Isabelle († 1264) x Henri d'Antioche | Isabelle († 1264) x Henri d'Antioche |                                 |                                 | Henri Ier († 1253) r. Chypre    | Henri Ier († 1253) r. Chypre    | Henri Ier († 1253) r. Chypre | Henri Ier († 1253) r. Chypre | Henri Ier († 1253) r. Chypre | Henri Ier († 1253) r. Chypre |                                |                                | Henri de Brienne († 1250)                              | Henri de Brienne († 1250)                              | Henri de Brienne († 1250)                              | Henri de Brienne († 1250)                              | Henri de Brienne († 1250)                              | Henri de Brienne († 1250)                              |  |  | Isabelle († 1252) r. Arménie | Isabelle († 1252) r. Arménie | Isabelle († 1252) r. Arménie | Isabelle († 1252) r. Arménie | Isabelle († 1252) r. Arménie | Isabelle († 1252) r. Arménie |  |  | Marie d'Antioche                         | Marie d'Antioche                         | Marie d'Antioche                         | Marie d'Antioche                         | Marie d'Antioche                         | Marie d'Antioche                         |  |  |  |  |  |  |  |  |  |  |  |  |  |  |  |  |  |  |  |  |  |  |  |  |  |  |  |  |  |  |  |  |  |  |  |  |  |  |
| |                               |                               |                               |                               |                               |                               |                               |                                   |                                   |                                   |                                   |                                   |                                   |                             |                             |                                        |                                        |                                        |                                        |                                        |                                        |                               |                               |                                      |                                      |                                      |                                      |                                      |                                      |                                 |                                 |                                 |                                 |                              |                              |                              |                              |                                |                                |                                                        |                                                        |                                                        |                                                        |                                                        |                                                        |  |  |                              |                              |                              |                              |                              |                              |  |  |                                          |                                          |                                          |                                          |                                          |                                          |  |  |  |  |  |  |  |  |  |  |  |  |  |  |  |  |  |  |  |  |  |  |  |  |  |  |  |  |  |  |  |  |  |  |  |  |  |  |
| |                               |                               |                               | Conrad IV († 1254) r. Romains | Conrad IV († 1254) r. Romains | Conrad IV († 1254) r. Romains | Conrad IV († 1254) r. Romains | Conrad IV († 1254) r. Romains     | Conrad IV († 1254) r. Romains     |                                   |                                   |                                   |                                   |                             |                             | Hugues de Brienne († 1294)             | Hugues de Brienne († 1294)             | Hugues de Brienne († 1294)             | Hugues de Brienne († 1294)             | Hugues de Brienne († 1294)             | Hugues de Brienne († 1294)             |                               |                               | Hugues III († 1284) r. Chypre        | Hugues III († 1284) r. Chypre        | Hugues III († 1284) r. Chypre        | Hugues III († 1284) r. Chypre        | Hugues III († 1284) r. Chypre        | Hugues III († 1284) r. Chypre        |                                 |                                 | Hugues II († 1267) r. Chypre    | Hugues II († 1267) r. Chypre    | Hugues II († 1267) r. Chypre | Hugues II († 1267) r. Chypre | Hugues II († 1267) r. Chypre | Hugues II († 1267) r. Chypre |                                |                                | descendance                                            | descendance                                            | descendance                                            | descendance                                            | descendance                                            | descendance                                            |  |  | rois d'Arménie               | rois d'Arménie               | rois d'Arménie               | rois d'Arménie               | rois d'Arménie               | rois d'Arménie               |  |  |                                          |                                          |                                          |                                          |                                          |                                          |  |  |  |  |  |  |  |  |  |  |  |  |  |  |  |  |  |  |  |  |  |  |  |  |  |  |  |  |  |  |  |  |  |  |  |  |  |  |
| |                               |                               |                               | Conrad IV († 1254) r. Romains | Conrad IV († 1254) r. Romains | Conrad IV († 1254) r. Romains | Conrad IV († 1254) r. Romains | Conrad IV († 1254) r. Romains     | Conrad IV († 1254) r. Romains     |                                   |                                   |                                   |                                   |                             |                             | Hugues de Brienne († 1294)             | Hugues de Brienne († 1294)             | Hugues de Brienne († 1294)             | Hugues de Brienne († 1294)             | Hugues de Brienne († 1294)             | Hugues de Brienne († 1294)             |                               |                               | Hugues III († 1284) r. Chypre        | Hugues III († 1284) r. Chypre        | Hugues III († 1284) r. Chypre        | Hugues III († 1284) r. Chypre        | Hugues III († 1284) r. Chypre        | Hugues III († 1284) r. Chypre        |                                 |                                 | Hugues II († 1267) r. Chypre    | Hugues II († 1267) r. Chypre    | Hugues II († 1267) r. Chypre | Hugues II († 1267) r. Chypre | Hugues II († 1267) r. Chypre | Hugues II († 1267) r. Chypre |                                |                                | descendance                                            | descendance                                            | descendance                                            | descendance                                            | descendance                                            | descendance                                            |  |  | rois d'Arménie               | rois d'Arménie               | rois d'Arménie               | rois d'Arménie               | rois d'Arménie               | rois d'Arménie               |  |  |                                          |                                          |                                          |                                          |                                          |                                          |  |  |  |  |  |  |  |  |  |  |  |  |  |  |  |  |  |  |  |  |  |  |  |  |  |  |  |  |  |  |  |  |  |  |  |  |  |  |
| |                               |                               |                               | Conradin († 1264) r. Sicile   | Conradin († 1264) r. Sicile   | Conradin († 1264) r. Sicile   | Conradin († 1264) r. Sicile   | Conradin († 1264) r. Sicile       | Conradin († 1264) r. Sicile       |                                   |                                   |                                   |                                   |                             |                             | descendance                            | descendance                            | descendance                            | descendance                            | descendance                            | descendance                            |                               |                               | rois de Chypre                       | rois de Chypre                       | rois de Chypre                       | rois de Chypre                       | rois de Chypre                       | rois de Chypre                       |                                 |                                 |                                 |                                 |                              |                              |                              |                              |                                |                                |                                                        |                                                        |                                                        |                                                        |                                                        |                                                        |  |  |                              |                              |                              |                              |                              |                              |  |  |                                          |                                          |                                          |                                          |                                          |                                          |  |  |  |  |  |  |  |  |  |  |  |  |  |  |  |  |  |  |  |  |  |  |  |  |  |  |  |  |  |  |  |  |  |  |  |  |  |  |

### Régence de Chypre et de Jérusalem
Trente deux ans plus tôt, après la croisade de Frédéric II, la noblesse du royaume s'était déchirée entre partisans et ennemis de l'empereur. Les opposants avaient pris le dessus en 1232, mais le roi de Jérusalem était alors Conrad IV de Hohenstaufen, le fils de Frédéric II. Les barons avaient décidé d'assurer une direction collégiale du royaume, tout en maintenant une fiction de la royauté. Pour que les prérogatives royales prévues dans les Assises de Jérusalem soient respectées et en l'absence du roi, ils avaient créé le titre de régent de Jérusalem, qu'ils confiaient à un descendant chypriote de la reine Isabelle de Jérusalem, à la condition qu'il soit adulte.
À la mort d’Isabelle de Lusignan, deux prétendants revendiquent cette régence, d’une part Hugues de Poitiers-Antioche, d’autre part Hugues de Brienne, dont la mère est la sœur aînée d’Isabelle. La Haute-Cour de Jérusalem tranche en faveur d’Hugues de Poitiers, probablement en raison du jeune âge d’Hugues de Brienne, qui n’a que vingt quatre ans. La situation du royaume est difficile, car après le passage de Saint-Louis en Terre Sainte (1248-1254), le royaume sort d’une guerre civile, la guerre de Saint-Sabas (1256-1258).
À la tête d'une armée, il débarque à Saint-Jean-d'Acre en octobre 1266, peu après la conquête de la Galilée par Baybars. Il tente une contre attaque, mais une embuscade à Safed l'oblige à battre en retraite.

### Roi de Chypre et de Jérusalem
Hugues II meurt le 5 décembre 1267 et Hugues lui succéda sur le trône sous le nom d’Hugues III. Il décide de reprendre le nom de Lusignan. Peu après, le 29 octobre 1268, c’est son cousin Conradin de Hohenstaufen, le roi de Jérusalem en titre qui meurt. Hugues III revendique la succession du royaume de Jérusalem, en tant qu’aîné des descendants de la reine de Jérusalem, succession contestée par Marie d’Antioche, en tant que plus proche parente du précédent roi. Hugues est choisi par la Haute Cour, reçoit l’hommage de Geoffroy de Sargines, sénéchal du royaume et représentant de Saint-Louis et est sacré roi de Jérusalem le 24 septembre 1269 dans la cathédrale de Tyr.
Bien qu’Hugues III soit choisi par l’assemblée des barons du royaume, ce règne ne s’est pas déroulé sans difficulté. À l’intérieur, cela fait trente cinq ans que les barons du royaume se sont passés de roi. La difficulté est accrue par la fait que la noblesse chypriote ne se sent tenue de rejoindre l'ost royal que pour défendre le royaume de Chypre et ne se considère pas comme obligée de suivre le roi dans le royaume de Jérusalem. À l’extérieur, le sultan mamelouk Baybars a commencé la conquête du royaume depuis cinq ans et aucun roi ou noble d’Europe Occidentale ne souhaite partir en croisade, Saint-Louis excepté.
Dès la fin du mois de mai 1268, après la prise d’Antioche par Baybars, il lui envoie une ambassade pour décider d’une trêve. Des envoyés du sultan se présente à Saint-Jean-d’Acre le 3 juillet et, après des négociations orageuses, la paix est conclue. Mais contrairement à ses prédécesseurs ayyoubides, le sultan ne respecte pas sa parole, et saccage la campagne de Tyr le 23 mai 1269, tente d’assiéger Marqab en décembre 1269 et en janvier 1270, et attaque sans succès le krak des Chevaliers le 28 janvier 1270.
Le royaume de Jérusalem se réduisait alors au domaine royal (Saint-Jean-d’Acre et ses environs), au comté de Sidon, tenu par les Templiers et la seigneurie de Tyr tenue par Philippe de Montfort, partisan des Génois alors que les Vénitiens dominent Acre. Désirant oublier les antagonismes entre chrétiens et voulant unifier les Francs, il confirme Philippe dans son fief de Tyr et marie sa sœur au fils de Philippe. Philippe devient le membre le plus éminent du conseil du roi et le remplace quand il doit se rendre à Chypre. Inquiet de cette alliance, Baybars paye deux Ismaéliens qui assassinent Philippe de Montfort le 17 août 1270.
Au mois de mai 1271, le sultan mamelouk envoie une escadre de dix-sept navires contre Chypre, mais une fausse manœuvre en fait échouer onze qui tombent aux mains des Chypriotes. Peu après le roi Édouard Ier d'Angleterre débarque à la tête de la neuvième croisade, mais sa venue ne débouche sur aucun résultat concret, si ce n’est la négociation d’une paix à Césarée le 22 mai 1272.
La paix à peine revenue, les Francs du royaume de Jérusalem se livrent à nouveau à leurs querelles internes, tandis que les chevaliers chypriotes refusent de servir en Palestine et ne consentent, après négociation, à n'y servir que quatre mois par an, alors que l’état mamelouk se dote d’une armée permanente. Les vassaux recommencent à manifester leur opposition au roi et l’on voit Hamo Létrange, seigneur de Beyrouth, remettre à sa mort son fief et sa veuve sous la protection de Baybars (1273). Hugues réagit en assignant la veuve à résidence à Chypre, mais Baybars, soutenu par les Templiers qui s’opposent à la restauration monarchique, intervient et prend le contrôle de Beyrouth. C’est également la Commune de Saint-Jean-d’Acre qui, ayant profité de l’éloignement des rois Hohenstaufen pour s’administrer de manière autonome, accepte mal la présence du roi dans ses murs. En 1273, Guillaume de Beaujeu est élu maître du Temple. Cousin de Charles d'Anjou, il forme le projet de mettre la Terre sainte sous la protection des Angevins. Dès son arrivée à Acre en 1275, il affirme ouvertement son opposition au roi en refusant de le consulter et d’obtenir son assentiment pour des actes où les Assises l’exigeaient.

### Abandon du royaume
Lassé, Hugues III quitte Acre en octobre 1276 pour rejoindre Tyr, puis Chypre et écrit une lettre au pape expliquant que l’insubordination des habitants de Saint-Jean-d’Acre et des Ordres militaires rendent impossible le gouvernement du royaume et qu’il y renonce. Les Acconitains, soucieux de rester sous la protection d'un prince, envoient une délégation pour prier Hugues de rester, mais comme le Temple et les Vénitiens refusent de faire une telle démarche, Hugues persiste dans sa décision et quitte Tyr dans la nuit, laissant sur place les ambassadeurs. Il accepte cependant de nommer un bayle pour le royaume, Balian d’Ibelin.
Une fois Hugues parti, Guillaume de Beaujeu favorise les ambitions de Charles d’Anjou, qui rachète en janvier 1277 à Marie d’Antioche ses droits sur le royaume de Jérusalem. Charles d’Anjou envoie son représentant Roger de San-Severino pour gouverner le royaume et, à défaut d'obtenir l'unité du pays, réussit à stabiliser la situation en recherchant l'amitié du sultan. Hugues III, qui n'a, en réalité, pas renoncé à ses prétentions et attendait simplement le bon moment pour revenir à la charge, débarque à Tyr en 1279, mais n’ayant pas eu le ralliement escompté repart au bout de quatre mois. En 1282, les Vêpres siciliennes contrarient les ambitions méditerranéennes de Charles d’Anjou, qui doit rappeler ses troupes de Terre sainte. Hugues en profite pour revenir dans le royaume de Jérusalem au cours de l’été 1283, mais la position des Latins en déjà suffisamment consolidé, notamment grâce au traité de Tortose, en 1283, pour que Guillaume de Beaujeu ne voit pas la nécessité de permettre le retour d'Hugues III. Ce dernier abandonne donc définitivement la partie, d'autant que sa famille est frappée par la maladie. Son beau-frère, Jean de Montfort meurt le 27 novembre 1283, puis son fils Bohémond de Lusignan, le 13 novembre 1283. Il meurt lui-même à Tyr le 26 mars 1284.

### Bilan
Hugues III, à cause de ses pouvoirs limités et de son incapacité à se servir des forces chypriotes, n'a jamais pu redresser la situation du royaume de Jérusalem. Les obstacles qu'il a rencontrés à Acre et son éviction manifestent la volonté des Latins de se débarrasser d'un souverain plus encombrant qu'utile et ne pouvant apporter aucune réponse durable à la menace mamelûk. L’opposition d’une partie des Acconitains et des ordres militaires a mis fin, de manière prématurée, à son règne effectif sur l'Orient latin. Il n'a pourtant pas renoncé au royaume de Jérusalem et a fait plusieurs tentatives pour reprendre le pouvoir, en vain. Ses maigres forces n'ont pu suffire à inquiéter l'ordre du Temple qui l'a maintenu à distance. Après sa mort, son fils Henri réussit à négocier avec Guillaume de Beaujeu le retour des Lusignan de Chypre à Acre. La faiblesse du pouvoir de la dynastie chypriote fragilise à nouveau l'Orient latin et, quelques années plus tard, en 1291, Saint-Jean-d’Acre est définitivement prise par les Mamelouks.

## Mariage et enfants
Il épouse le 23 janvier 1255 Isabelle d'Ibelin (1241-1324), fille de Guy d'Ibelin, maréchal et connétable de Chypre, et de Philippa Barlais, qui donne naissance à :
- Jean Ier de Lusignan (1267-1285), roi de Chypre
- Bohémond de Lusignan (1268-1281)
- Henri II de Lusignan (1271-1324), roi de Chypre
- Amaury II de Lusignan (1272-1310), gouverneur-régent de Chypre
- Marie de Lusignan (1273-1322) mariée en 1315 à Jacques II d'Aragon
- Aimery II de Lusignan (1275-1316) connétable de Chypre
- Marguerite de Lusignan (1276-1296), mariée en 1288 à Thoros III, roi d'Arménie.
- Guy de Lusignan (1278-1303) connétable de Chypre
- Alice de Lusignan (1279-1324) mariée en 1295 à Balian d'Ibelin
- Helvis de Lusignan, mariée à Héthoum II, roi d'Arménie.
- Isabelle de Lusignan (1280-1319) mariée à Constantin de Neghir, seigneur de Partzerpert (mort en 1308), puis à Oshin Ier, roi d'Arménie.